# Salmon Hill
Der Salmon Hill (englisch Lachshügel) ist ein Hügel in den Denton Hills des ostantarktischen Viktorialands. Er ragt zwischen dem Salmon- und dem Blackwelder-Gletscher auf.
Frank Debenham, Teilnehmer der vom britischen Polarforscher Robert Falcon Scott geleiteten Terra-Nova-Expedition (1910–1913), benannte ihn nach seinem lachsfarbenen Gestein.